# Longing ~Togireta melody~
„Longing ~Togireta melody~” (jap. Longing 〜跡切れたmelody〜) – jedenasty singel zespołu X JAPAN. Został wydany 1 sierpnia 1995 roku. Osiągnął 1 pozycję w rankingu Oricon i pozostał na liście przez 11 tygodni, zdobył status platynowej płyty.

## Lista utworów
| Nr | Tytuł                                                                            | Słowa   | Muzyka  | Czas |
| -- | -------------------------------------------------------------------------------- | ------- | ------- | ---- |
| 1. | "Longing ~Togireta melody~" (jap. Longing 〜跡切れたmelody〜)                    | Yoshiki | Yoshiki | 7:45 |
| 2. | "Longing ~Togireta melody~" (jap. Longing 〜跡切れたmelody〜) (Original karaoke) | Yoshiki | Yoshiki | 7:40 |

## Muzycy
- Toshi: wokal
- Yoshiki: perkusja, klawisze
- hide: gitara
- Pata: gitara
- Heath: gitara basowa